# Paleis Mollard-Clary

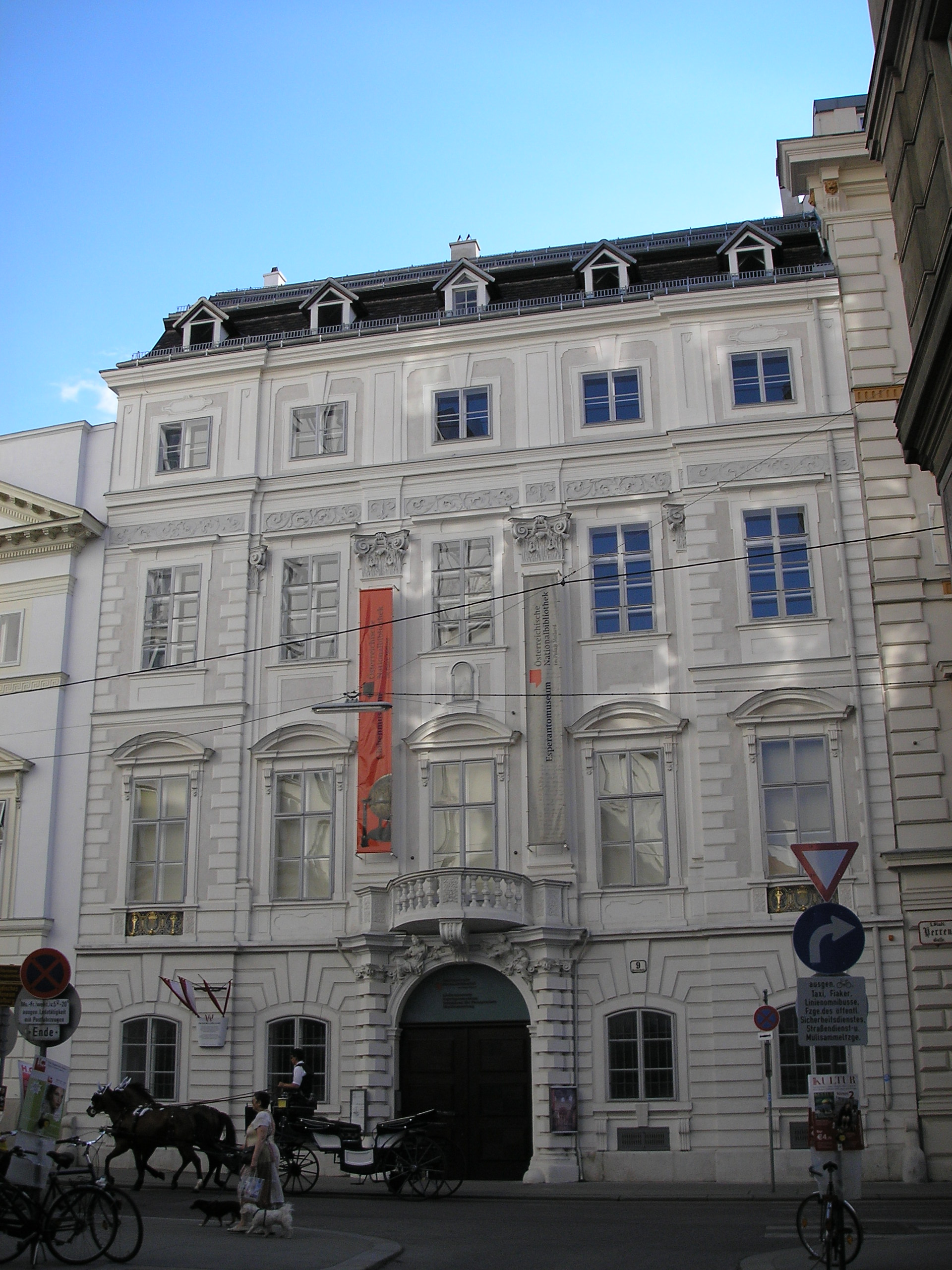
Het Paleis Mollard-Clary in Wenen

Het Paleis Mollard-Clary in Wenen is een stadspaleis uit de baroktijd. Het bevindt zich in de Herrengasse 9 in het 1. Bezirk, Innere Stadt.
Het paleis werd tussen 1696-1698 in opdracht van Rijksgraaf van Mollard gebouwd.
In 1760 werd het door Franz Wenzel Graaf Clary-Aldringen aangekocht. Sinds 2005 wordt het geheel gerestaureerde gebouw door de Österreichische Nationalbibliothek gebruikt. Het Globenmuseum, de muziekcollectie en de Collectie Kunstmatige Talen & Esperantomuseum zijn er gevestigd.